# Мечеть Лакембы
Мечеть Лакембы (англ. Lakemba Mosque) или Мечеть Али ибн Абу Талиба — одна из крупнейших мечетей в Австралии. Мечеть расположена в пригороде Сиднея (Лакемба) и используется в основном ливанскими австралийцами. Строительство мечети было завершено в 1977 году.

## Персонал мечети
- Бывший муфтий Австралии и Новой Зеландии Таджуддин Хилали[англ.] (умер в в 2023 году). Известен своими антисемитскими и другими скандальными заявлениями, вызвавшими возмущение австралийских властей.
- Имам Сафи Яхья[3]. Родился в Триполи (Ливан) в 1970 году. До приезда в Австралию в 1996 году работал имамом в Триполи.
- Бассам Аламеддин — помощник имама.
- Шади Альсулейман. Родился в Сиднее, учился в Пакистане и Сирии. Преподаёт в Сиднейском исламском колледже[4].

## Беспорядки в Кронулле
В декабре 2005 года, после беспорядков в Кронулле среди мусульман пошли слухи о том, что мечеть будет атакована. В помещении мечети собрались прихожане для того, чтобы защитить её.